# Maciej Czyżowicz
Maciej Czyżowicz (né le 28 janvier 1962 à Szczecin) est un pentathlonien polonais, champion olympique et champion du monde.

## Biographie
Il évolue au Lumel Drzonków Zielona Góra et Gaz Polski Drzonków. Il est champion olympique en équipe à Barcelone en 1992, deux fois champion du monde et deux fois champion de Pologne.

### Jeux olympiques
- Pentathlon moderne aux Jeux olympiques d'été de 1992, à Barcelone
  -  Médaille d'or en équipe

### Championnats du monde
- 1990 à Lahti,  Finlande
  -  Médaille de bronze en équipe
- 1991 à San Antonio,  États-Unis
  -  Médaille d'argent en relais
  -  Médaille d'argent en équipe
- 1994 à Sheffield,  Royaume-Uni
  -  Médaille d'argent en relais
- 1995 à Bâle,  Suisse
  -  Médaille d'or en relais
  -  Médaille de bronze en équipe
- 1996 à Rome,  Italie
  -  Médaille d'or en relais

### Championnats d'Europe
- 1991 à Rome,  Italie
  -  Médaille d'argent en individuel

### Championnats de Pologne
- 1985  Médaille d'or
- 1986  Médaille d'argent
- 1988  Médaille d'argent
- 1990  Médaille d'argent
- 1991  Médaille d'argent
- 1994  Médaille d'argent
- 1995  Médaille de bronze
- 1996  Médaille d'argent
- 1997  Médaille d'or